# 311. československá bombardovací peruť RAF
311. československá bombardovací peruť RAF (anglicky: № 311 (Czechoslovak) Bomber Squadron) byla jednou ze čtyř perutí československého letectva v rámci britského královského letectva Royal Air Force. Jako jediná z nich byla bombardovací, přičemž zbylé tři perutě byly stíhací. Zpočátku peruť patřila k bombardovacímu velitelství (Bomber Command), později byla převedena k pobřežnímu velitelství (Coastal Command). K činnosti perutě v prvních letech patřily (zejména noční) nálety na německá, nizozemská, belgická a francouzská města a přístavy. V rámci činnosti u pobřežního velitelství se peruť zaměřovala především na hlídkové lety proti německému loďstvu, zejména proti ponorkám, nad Atlantikem, Biskajským zálivem a Severním mořem.
Wellingtony 311. perutě měly kód KX a Liberatory kód PP. Na přelomu let 1942–1943 byla tato peruť vyhodnocena jako vůbec nejlepší jednotka Coastal Command. 311. peruť během války zničila pět německých ponorek a potopila také lamač blokády MV Alsterufer, plující z Japonska s nákladem kaučuku.

## Činnost perutě

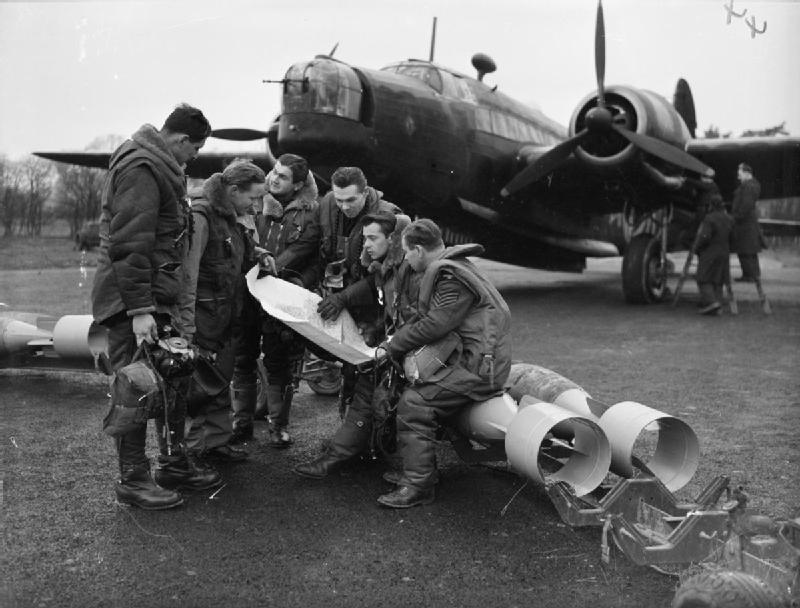
Vickers Wellington Mk.I

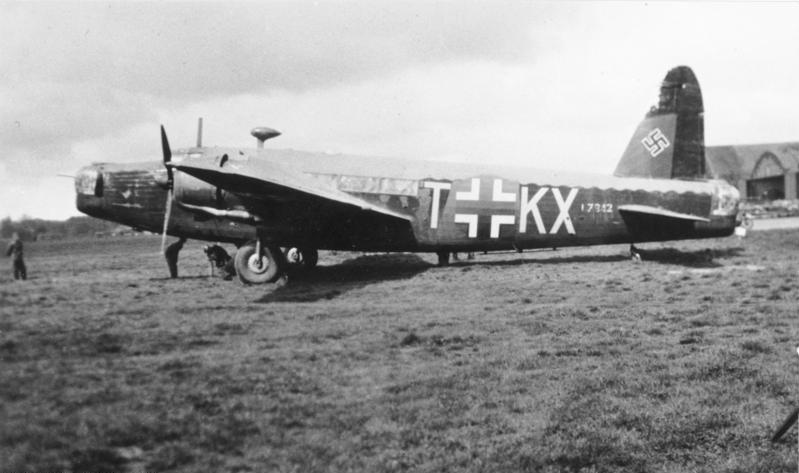
Wellington Mk.IC, který po náletu na Boulogne omylem přistál na německém letišti, Němci později testovali

311. bombardovací peruť byla založena 29. července 1940 na letecké základně Honington a byla jednou z perutí, které během druhé světové války bojovaly na straně Spojenců, v tomto případě jako československá složka v rámci britského vojenského letectva Royal Air Force.

## Bomber Command
Prvních šest posádek dokončilo výcvik 7. září 1940. První bojovou akcí perutě byl nálet tří letounů na seřaďovací nádraží v Bruselu v noci z 10. na 11. září 1940. Od 16. září 1940 byla peruť přemístěna na polní letiště East Wretham v hrabství Norfolk, kde byly postupně převeleny další posádky a na základně Honington tak probíhal už jen výcvik posádek. První bojovou ztrátou peruti byl Wellington L7788 (KX-E) Karla Trojáčka, který se v noci z 23. září na 24. září nevrátil z náletu na Berlín. Letoun po zásahu flakem nouzově přistál v Nizozemsku. V polovině října 1940 jednotka utrpěla vážné bojové ztráty (například čtyři Wellingtony ztracené při náletu na Kiel a Brémy v noci z 16. na 17. října) a musela být od 22. října do 8. prosince 1940 vyňata z bojových operací, poněvadž byla bojeschopná pouze polovina stavu.
Peruť pak nadále operovala nad okupovanou Evropou, přičemž opakovaně napadala i francouzský přístav Brest, kde kotvila také těžká plavidla Kriegsmarine. Například v noci z 1. na 2. července 1941 se bombardéru Václava Kordy podařilo zasáhnout záď těžkého křižníku Prinz Eugen, přičemž bylo zabito 60 námořníků a loď byla dočasně neschopna plavby. Od počátku svého nasazení utrpěla naše jediná bombardovací peruť neúnosné ztráty, které činily třetinu jejího operačního stavu.[zdroj?] Poslední bombardovací nálet peruť provedla v noci z 25. na 26. dubna 1942 na přístav Dunkerque. Poté byla převelena ke Coastal Command – pobřežnímu velitelství, kde plnila zejména úlohu ponorkových patrol v prostoru nad Biskajským zálivem, východním Atlantikem, Keltským mořem a Lamanšským průlivem.
V rámci bombardovacího velitelství peruť provedla 1029 bojových letů v délce 5192 operačních hodin, napadla 77 cílů, přičemž 19 strojů bylo sestřeleno, 20 bylo pro těžké poškození odepsáno a 33 bylo poškozeno lehce. Z 318 nasazených mužů celkem 94 padlo, 34 bylo zajato a přibližně 30 zraněno. Největší ztráty peruti způsobilo německé protiletadlové dělostřelectvo a noční operace stíhačů Luftwaffe.

## Coastal Command

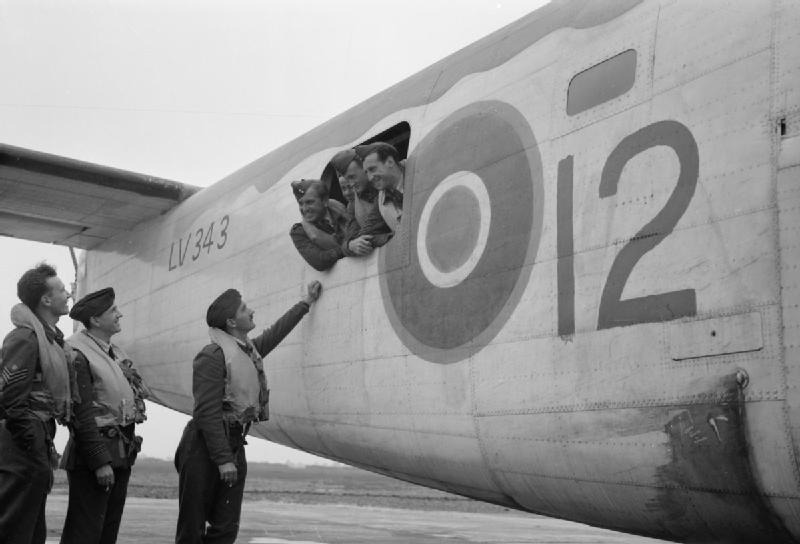
Liberator 311. perutě

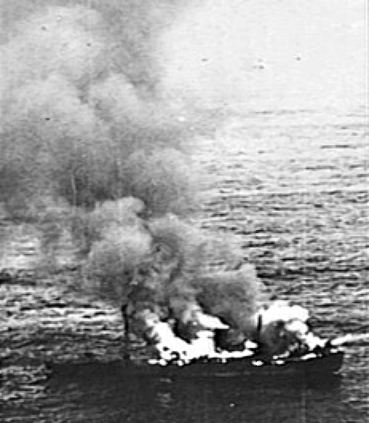
Hořící lamač blokády MV Alsterufer

Během 28. až 30. dubna 1942 byla peruť redislokována do hrabství Antrim v Severním Irsku, kde proběhl její výcvik pro jiný druh bojové činnosti. U pobřežního velitelství měla peruť především provádět hlídkové lety, ničit hladinová plavidla, také ponorky, doprovázet a chránit spojenecké konvoje zásobovacích lodí. První cvičný hlídkový let pěti letadel v rámci Coastal Command proběhl 22. května 1942. Novým operačním sídlem perutě byla základna Talbenny v jihovýchodním Walesu – Pembrokeshiru, přičemž jednotka operovala zejména nad Biskajským zálivem a Atlantikem. Kromě nepřátelských ponorek se zde čeští a slovenští letci utkávali i s německými letouny Junkers Ju 88.
Prvním úspěchem bylo poškození ponorky U 106 typu IXB dne 27. července 1942, kterého dosáhl Wellington S/Ldr. Josefa Stránského. První potopenou ponorkou byla U 578 typu VIIC, potopená posádkou F/O Josefa Nývlta. V květnu 1943 byla peruť vyňata z bojových operací a místo Wellingtonů začala létat s výkonnějšími bombardéry Consolidated Liberator. Do boje se vrátila až koncem srpna. Dne 10. listopadu 1943 se Liberator BZ774 (D) velitele F/Sgt. Otakara Žanty podílel na potopení ponorky U 966 typu VIIC. Dne 27. prosince 1943 se posádce P/O Oldřicha Doležala (Liberator BZ796, H) podařilo potopit lamač blokády MV Alsterufer o 2729 BRT, který z Japonska dopravoval cenný náklad pro Německo velice nedostatkového kaučuku. Dne 24. června 1944 Liberator FL961 (O) F/O Jana Velly, s pomocí torpédoborců HMS Eskimo a HMCS Haida, potopil ponorku U 971 typu VIIC.
Počátkem srpna 1944 se peruť přesunula na sever na základnu Tain v severním Skotsku a začala operovat nad Severním mořem. Dne 29. října 1944 se dva Liberatory FL949 F/O Josefa Pavelky a BZ723 S/Ldr. Aloise Šedivého, DFM podílely na potopení ponorky U 1060 typu VIIF.
U Coastal Command provedla 311. peruť celkem 2084 bojových letů, při kterých napadla 33 ponorek, z nichž pět potopila a jednu poškodila. Celkem 16 strojů (6 Wellingtonů a 10 Liberatorů) bylo v boji ztraceno a dalších 27 (16 Wellingtonů a 11 Liberatorů) bylo těžce poškozeno. V boji padlo 104 letců a 29 jich bylo vážně raněno. Posádky si připsaly 4 jisté sestřely, 3 pravděpodobné a 14 poškozených nepřátelských letounů.
Operační činnost perutě byla ukončena 4. června 1945, poté působila při letecké přepravě mezi Británií a Československem (v té době působila v rámci Transport Command). Peruť byla oficiálně rozpuštěna k 15. únoru 1946. Již 15. ledna se velitelství perutě stalo základem velitelství 6. letecké divize a velitelství letek se staly velitelstvími Leteckých pluků č. 24 a 25 obnovovaného Československého letectva.

## Přehledy

### Velitelé
řazeno dle časové posloupnosti
- W/Cdr Karel Mareš (červenec 1940 až 19. 3. 1941)
- W/Cdr Josef Schejbal (19. březen 1941 až 3. červenec 1941)
- W/Cdr Josef Ocelka, DFC (3. červenec 1941 až 20. duben 1942)
- W/Cdr Josef Šnajdr, DFC (20. duben 1942 až 1. únor 1943)
- W/Cdr Jindřich Breitcetl, DFC (1. únor 1943 až 21. srpen 1943)
- W/Cdr Vladimír Nedvěd, MBE, DFC (21. srpen 1943 až 3. únor 1944)
- W/Cdr Josef Šejbl, DFC (3. únor 1944 až 1. září 1944)
- W/Cdr Jan Kostohryz, DSO (1. září 1944 až do konce války)

(zpočátku byly velitelské role dublovány)
- W/Cdr. J. F. Criffiths, DFC (27. červenec 1940 až 15. listopad 1940)
- W/Cdr W. S. Simonds (15. listopad 1940 až 24. únor 1941)

### Používané stroje[6]
- Vickers Wellington, od srpna 1940, verze Mk.I, Mk.IA, Mk.IC, Mk.III, Mk.X
- Consolidated Liberator, od května 1943, verze GR Mk.III, GR Mk.V, GR Mk.VI

### Ztráty létajícího personálu[7]
- padlých: 250
- zajatých 35

### Základny[6]
- Honington, Suffolk (29. 7. 1940 – 16. 9. 1940)
- East Wretham, Suffolk (16. 9. 1940 – 28. 4. 1942)
- Aldergrove, Antrim (28. 4. 1942 – 10. 6. 1942)
- Talbenny, Pembrokeshire (10. 6. 1942 – 26. 5. 1943)
- Beaulieu, Hampshire (26. 5. 1943 – 23. 2. 1944)
- Predannack, Cornwall (23. 2. 1944 – 9. 8. 1944)
- Tain, Highland (9. 8. 1944 – 4. 6. 1945)

### Někteří příslušníci jednotky
řazeno abecedně, podle příjmení, mimo psa (zdaleka nejde o úplný seznam; ani přesný počet příslušníků jednotky není znám, ale jen počet padlých je uváděn cca 250)
- Vilém Bermann – navigátor
- František Binder – střelec
- Václav Robert Bozděch – střelec
- Emanuel Brtva – pilot
- Vilém Bufka – pilot, autor knihy Bombardér T-2990 se odmlčel
- Václav Čapek – palubní radiotelegrafista, střelec
- Václav Černý[8] – palubní střelec
- Miroslav Červinka – pilot[9]
- Josef Felkl – palubní střelec, radiotelegrafista
- Rudolf Haering – pilot
- Karel Hančil (pilot) – navigátor
- Alois Holna – navigátor, radista[9]
- Richard Husmann – zadní střelec
- Felix Arnošt Heller
- Oldřich Hlobil – pilot
- Josef Horák, přední střelec – rodák z Lidic, jeho rodný dům byl vypálen a rodina vyvražděna
- Jan Roman Irving – český pilot meziválečné armády, pilot RAF, po válce ČSA
- Vilda Jakš – střelec
- Karel Janšta – radiotelegrafista, zadní střelec
- Otakar Janůj – radiotelegrafista, střelec
- Alois Jarnot – zadní střelec
- Josef Jelínek – palubní střelec, navigátor
- František Klemens – navigátor
- Karel Knaifl – pilot
- Václav Knoll – palubní střelec
- Vilém Konštacký – navigátor
- Antonín Kříž – radista
- Vojtěch Kubalík – palubní střelec
- Karel Mareš – první český velitel perutě
- Alois Mezník – palubní radiotelegrafista, střelec
- Karel Náprstek – navigátor
- Václav Netík – pilot (padl 20. července 1941)
- Egon Nezbeda – pilot
- Herbert Němec – navigátor
- Jaroslav Partyk – navigátor
- Jan Plzák – radiotelegrafista
- Rudolf Procházka – zadní střelec, radiotelegrafista
- Josef Richter – pilot
- Jaroslav Skutil – radiooperátor / palubní střelec
- Stanislav Slezáček – palubní mechanik
- Josef Stříbrný – navigátor
- Alois Šiška – pilot, autor knihy KX-B neodpovídá
- Adam Šípek – radiotelegrafista
- Karel Štrégl – palubní střelec
- František Taiber – pilot
- František Truhlář – pilot
- Karol Valach – zadní střelec
- Arnošt Valenta – radiotelegrafista, v roce 1941 padl do zajetí, jeden z organizátorů a účastníků tzv. „Velkého útěku“, po dopadení Němci zastřelen
- Jan Vella – pilot
- Eduard Zbroj – navigátor (4. prosince 1944 jako štábní kapitán letectva zahynul v letounu Liberator, který se zřítil po startu z letiště Tain)
- a pes Antis